# آلن استاک
آلن استاک (به انگلیسی: Allen Stack) (زادهٔ ۲۳ ژانویهٔ ۱۹۲۸) شناگر اهل ایالات متحده آمریکا است.